# Boršnik
Pogostost priimka Boršnik je po podatkih Statističnega urada Republike Slovenije na dan 1. januarja 2010 manjša kot 5 oseb.

## Znani nosilci priimka
- Marja Boršnik (1906-1982), literarna zgodovinarka, univ. profesorica, izr. članica SAZU